# Ramiro de Maeztu
Ramiro de Maeztu y Whitney (Vitoria, 4 de mayo de 1874-Aravaca, 29 de octubre de 1936) fue un periodista, ensayista y pensador político español, perteneciente a la llamada generación del 98. 
En su juventud se adhirió a una cosmovisión nietzscheana y darwinista social, y a una línea de regeneracionismo crítico y actitudes iconoclastas. En 1905 fue enviado como corresponsal al Reino Unido, allí flirteó ideológicamente en primera instancia con la Sociedad Fabiana, para después, hacia 1912, aproximarse a grupos distributistas y al socialismo corporativo. Maeztu, que terminó migrando a posiciones reaccionarias y que estuvo destinado durante la dictadura de Primo de Rivera en Argentina como embajador, fue un impulsor del concepto de «hispanidad», referente para toda una escuela de pensamiento cultural y sociopolítico en España. Militarista convencido a lo largo de su trayectoria, destacó durante la Segunda República como la principal figura de la sociedad cultural y de la revista Acción Española, de cuño contrarrevolucionario y monárquico, que llegó a dirigir. Fue diputado por Guipúzcoa durante la segunda legislatura de las Cortes republicanas, electo en las elecciones de 1933.
Tras el inicio de la guerra civil española fue detenido, internado en la cárcel de Ventas y, objeto de una de las sacas realizadas por agentes del Comité Provincial de Investigación Pública (CPIP) en otoño de 1936, fue asesinado en el cementerio de Aravaca.
A título póstumo se le concedió el título de i conde de Maeztu.

## Biografía

### Juventud y primeros años
Ramiro de Maeztu nació el 4 de mayo de 1874 en Vitoria. Fue hijo de Manuel Maeztu y Rodríguez, un hacendado e ingeniero cubano de ascendencia navarra nacido en Cienfuegos, hijo del último intendente general siendo la isla de Cuba  aún territorio español, y de la francesa Juana Whitney. Sus padres se conocieron en París, cuando su madre tenía dieciséis años, y se trasladaron a vivir a Vitoria. De la pareja nacieron cinco hijos: Ramiro, Ángela, Miguel, la pedagoga María de Maeztu y el pintor Gustavo de Maeztu.

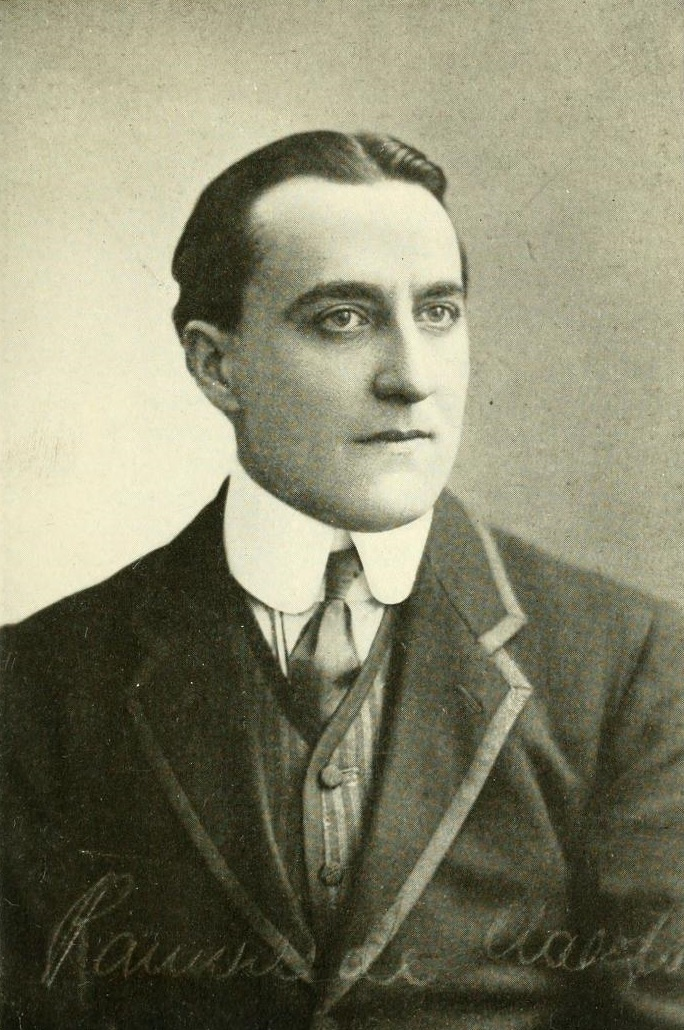
Fotografía publicada en 1915 por Whiteley.

La muerte del padre en Cuba en 1898 tras la ruina de los negocios agrícolas familiares  en Cienfuegos dejó a Juana Whitney y sus hijos en situación económica precaria. Tras trabajar unos meses en París, Maeztu se traslada en 1891 a Cuba para ayudar a su padre a remontar los negocios, cosa que no consiguen. En 1892 Maeztu se embarca en Cienfuegos dirección a La Habana. Aquella sería la última vez que, teniendo dieciocho años, vería a su padre. En La Habana sobrevivió ejerciendo todo tipo de empleos, entre ellos lector en una fábrica de tabacos en la que leía a los obreros obras de autores como Ibsen, Kropotkin, Marx y Galdós. En 1893 puede ir unos días a Nueva York a visitar a un pariente y queda prendado de la sociedad estadounidense. A mediados de 1898, tras la muerte de su padre en la localidad de Santa Clara, su madre le pide que regrese a España. La familia tuvo que trasladarse a Bilbao, ciudad en la que Juana montó la Academia Anglo-Francesa (luego Academia Maeztu), donde Juana impartía inglés y Ángela francés.
Ramiro pasó parte de su juventud en París y en La Habana dedicado a oficios diversos y se inició en el periodismo. Autodidacta y de ideas combativas, se trasladó a Madrid en 1897, un hecho decisivo en su vida literaria, ya que inició entonces una colaboración importante con distintos periódicos y revistas, como Germinal, El País (editado de 1887 a 1921), Vida Nueva, La España Moderna o El Socialista, entre otros, con una orientación socialista reformista. Empleó por esta época el seudónimo «Rotuney». En esos años también da inicio a su amistad con regeneracionistas e intelectuales, especialmente con Azorín y Baroja, con quienes formó el grupo conocido bajo el nombre de «Grupo de los Tres», y fue un exponente destacado de la llamada generación del 98. En sus colaboraciones de prensa —una pequeña parte de las cuales recogió en su primer libro: Hacia otra España— examina las causas de la decadencia española, hace una crítica muy dura de la vida nacional y propone una renovación de estilo europeísta.

### Etapa madura
Entre 1905 y 1919 residió en Bayswater, Londres, donde trabajó como corresponsal para La Correspondencia de España, Nuevo Mundo y Heraldo de Madrid. Viajó por Francia y Alemania, y fue corresponsal de guerra durante la Primera Guerra Mundial en Italia entre 1914 y 1915. Este periodo representa su fase liberal y de admiración a las instituciones británicas, ocupando su atención en numerosas disciplinas (filosofía, política o literatura) cuya actualidad acercaba al público español. Publica en inglés Authority, liberty and function in the light of the war (1916) —aparecido cuatro años después en español como La crisis del humanismo—, donde somete a examen los conceptos de autoridad y libertad en la sociedad moderna. El 14 de diciembre de 1916 contrajo matrimonio en Londres con la inglesa Alice Mabel Hill, con la que tuvo a su único hijo, Juan Manuel de Maeztu y Hill, nacido en 1918.

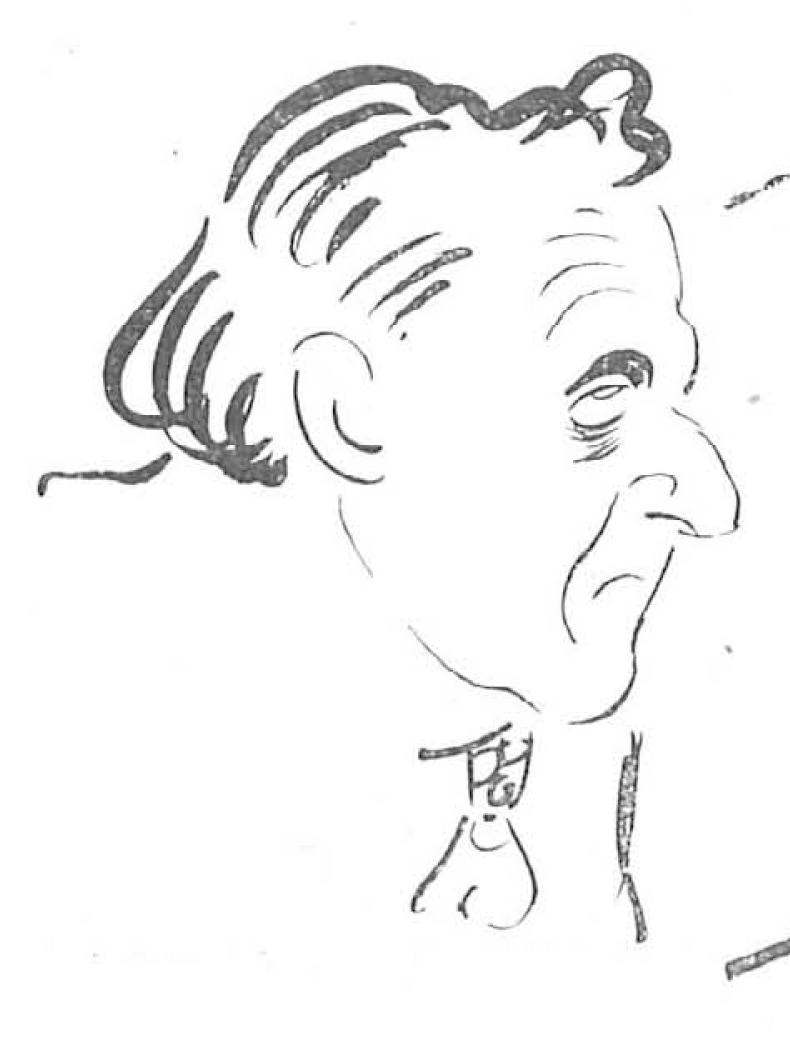
Caricaturizado en Nuevo Mundo (1920) por Sancha.

Militarista convencido, tras su regreso a España, en 1919, comienza su desconfianza en la democracia liberal y va cuajando su evolución hacia el tradicionalismo de signo católico, que se consumará durante la dictadura de Primo de Rivera. A comienzos de 1927 ingresó en la Unión Patriótica. Durante un breve periodo de tiempo fue miembro de la Asamblea Nacional Consultiva instaurada por la dictadura, entre 1927 y enero de 1928. En diciembre de 1927 fue nombrado embajador extraordinario y plenipotenciario en Argentina, ejerciendo el cargo entre febrero de 1928 y febrero de 1930. Allí tuvo ocasión de tratar con el nacionalista Leopoldo Lugones y con el jesuita Zacarías de Vizcarra, introductor este último en 1926 de la idea de la «hispanidad» (que propuso como sustituto del espurio término raza); una idea que Maeztu asumió como propia y después abanderó. En esos años mantiene su concepto de decadencia, esencial en la actitud intelectual de los hombres del 98, e intensifica su defensa de los valores católicos y de las tradiciones hispánicas.

### La Segunda República

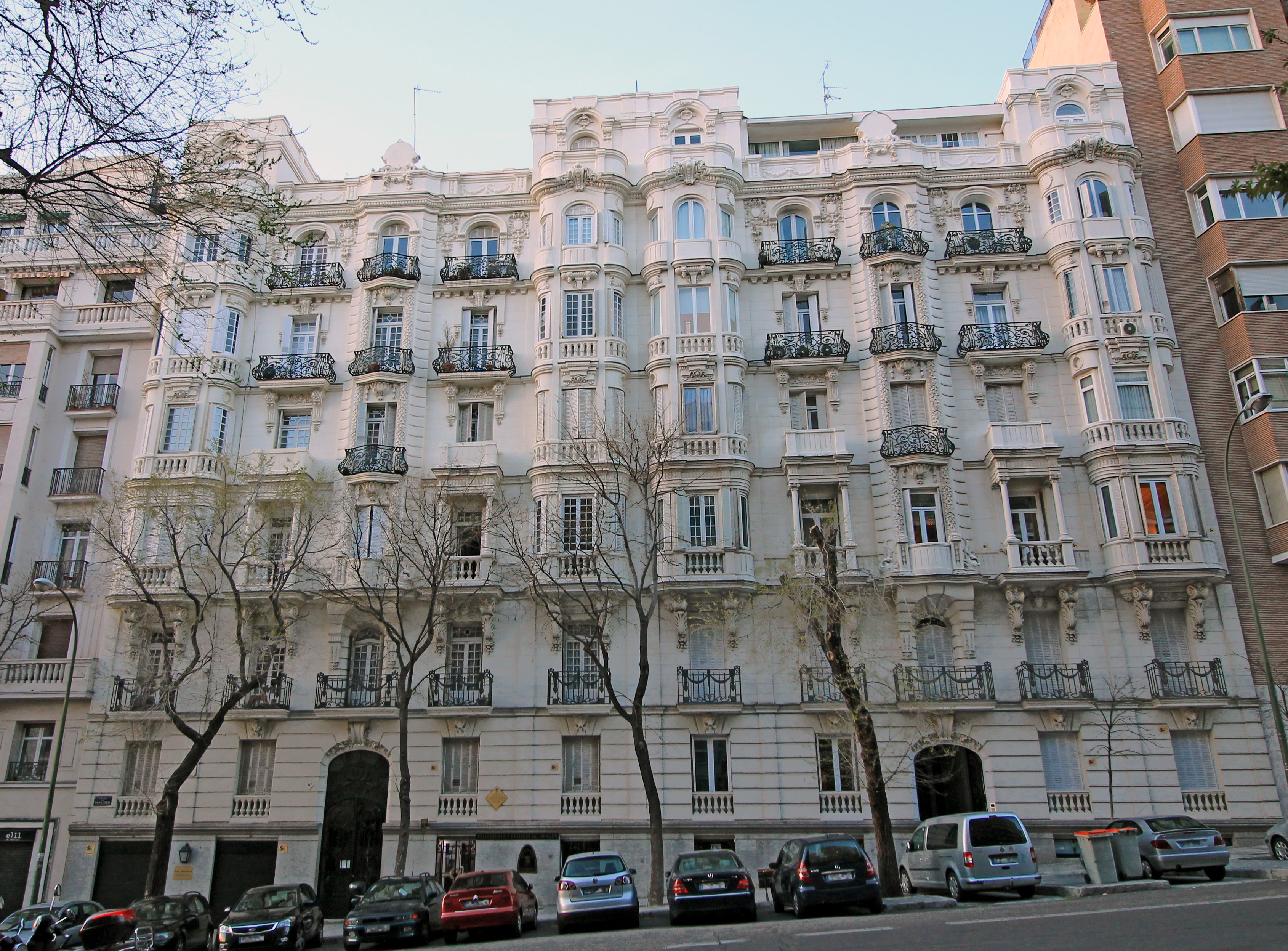
Casa en la que vivió Maeztu, situada en el número 13 de la madrileña calle Espalter y en la que en 2011 el Ayuntamiento de Madrid colocó una placa en su honor.

Apenas se hubo producido la caída de Primo de Rivera, Maeztu dimitió de su cargo de embajador y regresó a España. Se movió entonces en la órbita de la Unión Monárquica Nacional, construida sobre los restos de la Unión Patriótica. Por entonces conoció al joven integrista Eugenio Vegas Latapie; ambos, con el concurso del marqués de Quintanar, proyectaron la creación de una sociedad cultural y una revista de pensamiento que acabó llamándose Acción Española (aunque Maeztu propuso en principio denominarla Hispanidad). La sociedad se creó en octubre de 1931 —tras la proclamación de la Segunda República española— y el primer número de la revista apareció el 15 de diciembre de 1931. En la nueva organización Maeztu adquirió de inmediato «un claro perfil de líder espiritual». En su artículo inaugural, Maeztu representó a España como una encina, que hunde sus raíces en la tierra (en la tradición), pero se encuentra sofocada por la hiedra, «es decir, por la intelligentsia progresista —resume González Cuevas—, ajena a la savia vivificadora de la historia, e incapaz, por tanto, de regenerar la nación». Ese artículo de presentación de la revista le valdría el Premio Luca de Tena otorgado por el diario ABC. Desde el número 28 de la revista, Maeztu figuró formalmente como su director, y lo fue hasta el último número, el de junio de 1936.
El 20 de marzo de 1932 ingresó como miembro de número en la Academia de Ciencias Morales y Políticas con la lectura del discurso  El arte y la moral.

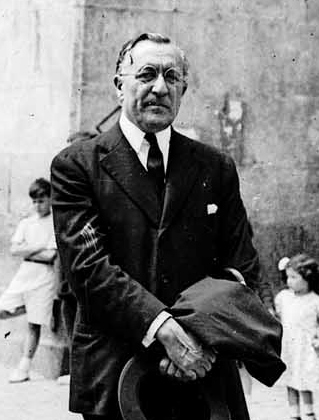
Fotografiado en 1934 en Azpeitia por Indalecio Ojanguren.

En esta última fase su ideario intensifica su relación con el viejo tronco de pensamiento tradicionalista español (Donoso Cortés, Menéndez Pelayo, etc.) y mantiene afinidades con los teóricos del integralismo lusitano. Este ideario en pro de la civilización hispánica y católica, desarrollado en sus artículos publicados en Acción Española, fue recogido en su libro Defensa de la Hispanidad, que se convirtió en su obra más influyente y en exponente de su pensamiento. Su doctrina de la Hispanidad, un mundo espiritual que uniría a España y a sus antiguas provincias de ultramar por medio del idioma español y la religión católica, constituyó una de las herramientas ideológicas de la derecha antirrepublicana y el franquismo. Representante de la línea más espiritualista (frente a la biologicista) del concepto de «raza» abrazado en la derecha española, se ha acusado a Maeztu de preconizar en su obra un racismo blanco, describiendo como «razas atrasadas» a aquellas no blancas integrantes de la «Hispanidad» a pesar de su defensa de la «igualdad esencial de los hombres» y su desdén por el «espíritu racista y aristocrático de los pueblos septentrionales». Su igualitarismo racial, según estos críticos, se restringía al ámbito de la salvación ultraterrena.
Desde 1932 deja constancia, en varios artículos para Acción Española y el diario ABC, de su admiración por Adolf Hitler, mostrándose también partidario del antisemitismo del Partido Nazi. También desde las páginas de ABC llegó a manifestar su deseo de que en España triunfase un movimiento nacionalista similar al hitleriano para enfrentarse a la democracia y al marxismo, pidiendo al extremista José María Albiñana que liderase el proyecto.
Terminó militando en Renovación Española, partido político significado por su oposición frontal al régimen de la República, en cuyas filas fue elegido diputado en las Cortes por Guipúzcoa en las elecciones de noviembre de 1933. Ya en 1931 abogaba por la instauración de una «monarquía militar» con el monarca como dictador. Tras la huelga revolucionaria de octubre de 1934 exacerbó todavía más sus posiciones contrarrevolucionarias y abogó por llevar a cabo una represión ejemplar que dejara a España pacificada «por una o dos generaciones».
El 30 de mayo de 1935 leyó su discurso de ingreso en la Academia Española, titulado La brevedad de la vida en nuestra poesía lírica.

### Guerra Civil
Las noticias del estallido de la sublevación militar en el Marruecos español, que daría origen a la Guerra Civil, lo sorprendieron en la redacción de la revista Acción Española, junto a su joven discípulo José Luis Vázquez Dodero y al escritor Ernesto Giménez Caballero. Se refugió en la casa del primero, donde sería detenido por un grupo mixto compuesto por policías y milicianos el 31 de julio de 1936. Internado en la cárcel de Ventas el 2 de agosto, fue uno de los 32 prisioneros «sacados» en la noche del 28 al 29 de octubre de 1936 por agentes del Comité Provincial de Investigación Pública (CPIP, agrupación revolucionaria izquierdista), con una orden firmada por el director general de Seguridad Manuel Muñoz bajo el pretexto de ser transferidos a la cárcel de Chinchilla, y asesinado, mediante fusilamiento, sin juicio previo, en el cementerio de Aravaca, en las proximidades de Madrid. Sus últimas palabras, se ha dicho, habrían sido «Vosotros no sabéis por qué me matáis, pero yo sí sé por lo que muero: ¡para que vuestros hijos sean mejores que vosotros!».

## Hechos póstumos
En 1939 se denominó al Instituto-Escuela Instituto Nacional «Ramiro de Maeztu». En 1974 se le otorgaría de manera póstuma el título de i conde de Maeztu.

## Obras

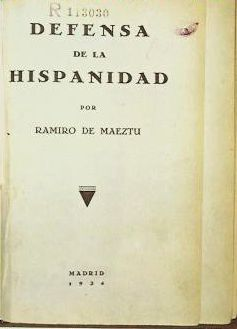
Primera edición de Defensa de la Hispanidad (1934), libro publicado originariamente en forma de artículos en la revista Acción Española.

Aunque Maeztu escribió poesía, algún cuento, una novela (La guerra del Transvaal) y una obra de teatro inédita (El sindicato de las esmeraldas), su tarea fue básicamente la de un periodista que pone su prosa al servicio de unas ideas. Algunos de sus artículos fueron recogidos en libros, aunque no todos: Hacia otra España (1899), La crisis del humanismo (1920), Defensa de la Hispanidad (1934) y Defensa del Espíritu (póstuma). De esta última, por cierto, se perdieron algunos fragmentos durante su cautiverio, posiblemente desechados por los milicianos republicanos. Maeztu pensaba realizar una Defensa de la Monarquía, que quedó en mero proyecto. Con este plan pensaba reunir en sus tres defensas, una defensa de Dios, una de la patria y otra del rey.
Entre sus ensayos de carácter literario, cabe mencionar Don Quijote, don Juan y la Celestina (1926) —una meditación acerca de Don Quijote como héroe de una España decadente, de Don Juan como vacío espiritual y de la Celestina como degradación— y La brevedad de la vida en la poesía lírica española (1935), pronunciado como discurso de ingreso en la Real Academia Española.
El listado de las obras de Ramiro de Maetzu es el siguiente:
- Hacia otra España (1899).
- La crisis del humanismo (1920).
- Defensa de la Hispanidad (1934).
- Defensa del Espíritu (póstuma).